# نارايان داس
نارايان داس (25 سبتمبر 1993 بجهارخاند في الهند - ) هو لاعب كرة قدم هندي في مركز الظهير، شارك في دورة الألعاب الآسيوية 2014. وشارك مع منتخب الهند تحت 20 سنة لكرة القدم ومنتخب الهند تحت 23 سنة لكرة القدم ومنتخب الهند لكرة القدم. أما مع النوادي، فقد لعب مع نادي إيست بنغال ونادي ديمبو ونادي ساراييفو ونادي جوا وIndian Arrows ‏.

## وصلات خارجية
- نارايان داس على موقع قاعدة بيانات كرة القدم.إي يو (الإنجليزية)
- نارايان داس على موقع ناشيونال فوتبول تيمز (الإنجليزية)
- نارايان داس على موقع Soccerway.com (الإنجليزية)
- نارايان داس على موقع عالم كرة القدم.نت (الإنجليزية)